# Ermida de São Sebastião (São Bartolomeu de Messines)
A Ermida de São Sebastião é um monumento religioso, situado na Freguesia de São Bartolomeu de Messines do Concelho de Silves, no Distrito de Faro, em Portugal.

## Descrição e história
Este edifício pode ser encontrado junto ao Largo de São Sebastião, no centro da localidade de São Bartolomeu de Messines. Foi construído provavelmente no século XVI, numa área que então era a entrada da localidade, no sentido de defender a população contra as epidemias de peste.